# گوندینچی
گوندینچی (به لاتین: Gundinci) یک منطقهٔ مسکونی در کرواسی است که در شهرستان برود-پوساوینا واقع شده‌است. گوندینچی ۵۹٫۷۸ کیلومتر مربع مساحت دارد.